# Тензорезистор

Деформация тензорезистора из фольги. Изменение сопротивления преувеличено для наглядности.

Условное обозначение тензорезисторов на электрических принципиальных схемах.

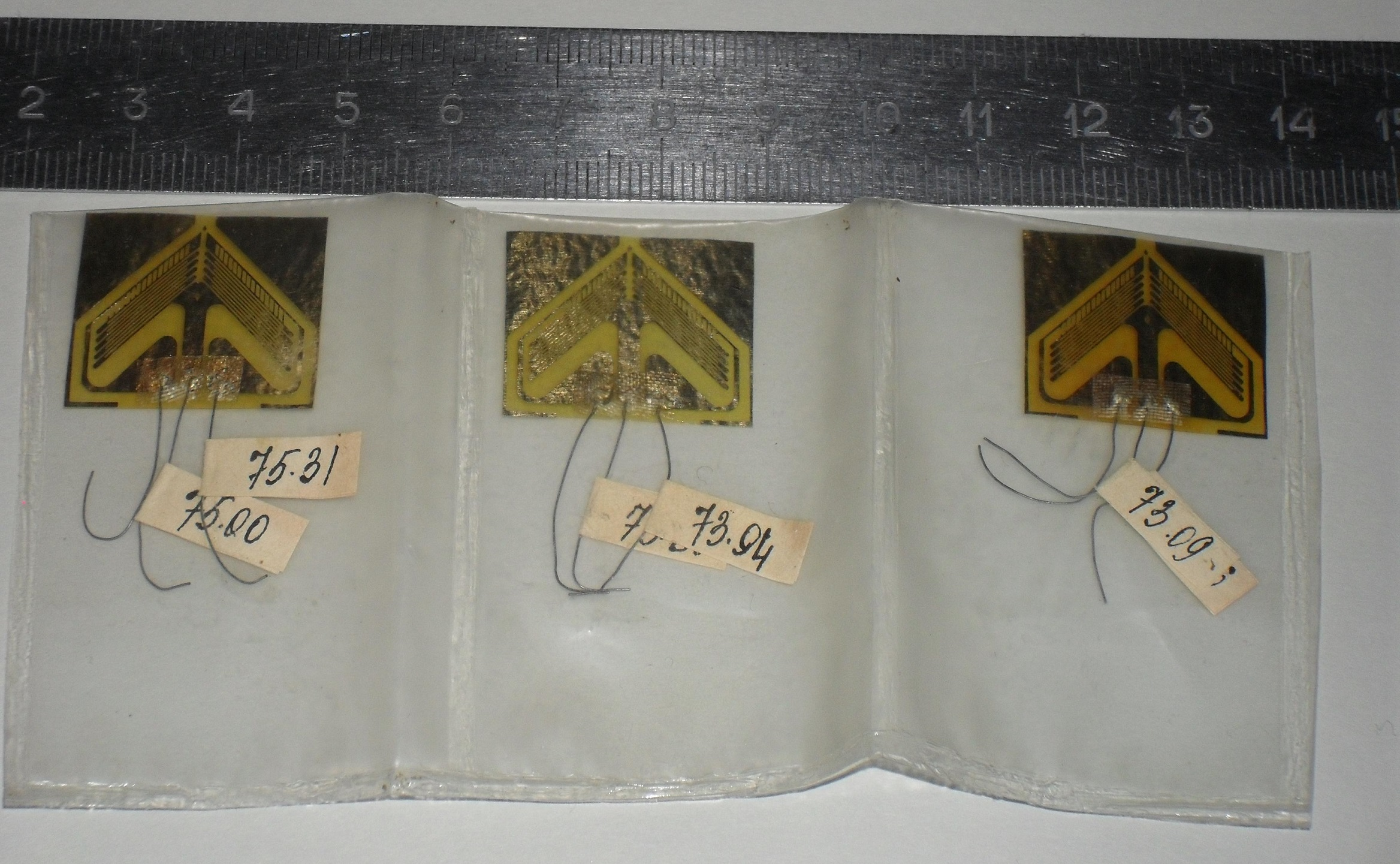
Фольговые тензорезисторы в упаковке.

Тензорези́стор (от лат. tensus — напряжённый и лат. resisto — сопротивляюсь) — резистор, сопротивление которого изменяется в зависимости от его деформации. Тензорезисторы используются в тензометрии. С помощью тензорезисторов можно измерять деформации механически связанных с ними элементов. Тензорезистор является основной составной частью тензодатчиков, применяющихся для косвенного измерения силы, давления, веса, механических напряжений, крутящих моментов и пр.

## Принцип действия
При растяжении проводящих элементов тензорезистора увеличивается их длина и уменьшается поперечное сечение, что увеличивает сопротивление тензорезистора, при сжатии — уменьшает.
Принцип действия проиллюстрирован на анимированном изображении. Для наглядности на изображении величина деформации тензорезистора утрированно увеличена, как и изменение сопротивления. В реальности относительные изменения сопротивления весьма малы (менее ~10−3) и для их измерений требуются чувствительные вольтметры или прецизионные усилители или прецизионные усилители + АЦП. Таким образом, деформации преобразуются в изменение электрического сопротивления проводников или полупроводников и далее — в электрический сигнал, обычно сигнал напряжения.
Полупроводниковый тензорезистор обладает гораздо большей чувствительностью из-за изменения свойств полупроводникового материала при деформации.

## Электромеханические параметры

### Чувствительность
Чувствительность тензорезистора характеризуется безразмерным параметром — коэффициентом тензочувствительности {\displaystyle K_{f},} который определяется как:
{\displaystyle K_{f}={\frac {\Delta R/R_{0}}{\epsilon }},}
где:
- {\displaystyle \Delta R} — абсолютное изменение сопротивления, вызванное деформацией, Ом;
- {\displaystyle R_{0}} — начальное сопротивление недеформированного тензорезистора, Ом;
- {\displaystyle \epsilon } — относительная деформация.

Относительная деформация определяется как:
{\displaystyle \epsilon =\Delta L/L_{0},}
где
- {\displaystyle \Delta L} — абсолютное изменение длины, м;
- {\displaystyle L_{0}} — длина недеформированного тензорезистора, м.

Для плёночных металлических тензорезисторов параметр {\displaystyle K_{f}} слабо зависит от деформации и немного превышает 2.
При включении тензорезистора в мост Уитстона, в котором остальные 3 резистора постоянны (не имеют возможности регулирования сопротивления), выходное напряжение диагонали этого моста выражается формулой:
{\displaystyle v={\frac {V_{b}\cdot K_{f}\cdot \epsilon }{4}},}
где:
- {\displaystyle V_{b}} — напряжение питания моста, В.

Типичные значения коэффициента тензочувствительности для разных материалов приведены в таблице.
| Материал                                               | Коэффициент тензочувствительности |
| ------------------------------------------------------ | --------------------------------- |
| Металлическая фольга                                   | 2-5                               |
| Тонкая металлическая плёнка (например, константановая) | 2                                 |
| Монокристаллический кремний                            | От −125 до +200                   |
| Поликристаллический кремний                            | ±30                               |
| Тонкоплёночные резистивные материалы                   | 100                               |

### Температурный коэффициент
При изменении температуры изменяется сопротивление тензорезистора, не связанное с деформацией. Это является вредным побочным эффектом. Через коэффициент тензочувствительности относительное изменение сопротивления выражается формулой:
{\displaystyle {\frac {\Delta R}{R}}=K_{f}\cdot \varepsilon +\alpha \cdot \theta ,}
где:
- {\displaystyle \alpha } — температурный коэффициент сопротивления, К−1;
- {\displaystyle \theta } — изменение температуры, К.

## Электрическая схема подключения тензорезистора

Измерительный мост с вольтметром в диагонали. Тензорезистор обозначен

Обычно тензорезисторы включают в одно или два плеча сбалансированного моста Уитстона, питаемого от источника постоянного тока (диагональ моста A—D). С помощью переменного резистора {\displaystyle R_{2}} производится балансировка моста, так, чтобы в отсутствие приложенной силы напряжение диагонали сделать равным нулю. С диагонали моста B—C снимается сигнал, далее подаваемый на измерительный прибор, дифференциальный усилитель или АЦП.
При выполнении соотношения {\displaystyle {\frac {R_{1}}{R_{2}}}={\frac {R_{x}}{R_{3}}}} напряжение диагонали моста равно нулю. При деформации изменяется сопротивление {\displaystyle R_{x}} (например, увеличивается при растяжении), это вызывает снижение потенциала точки соединения резисторов {\displaystyle R_{x}} и {\displaystyle R_{3}} (точки B) и изменение напряжения диагонали B—C моста — полезный сигнал.
Изменение сопротивления {\displaystyle R_{x}} может происходить не только от деформации, но и от влияния других факторов, главный из них — изменение температуры, что вносит погрешность в результат измерения деформации. Для снижения влияния температуры применяют сплавы с низким ТКС, термостатируют объект, вносят поправки на изменение температуры и/или применяют дифференциальные схемы включения тензорезисторов в мост.
Например, в схеме на рисунке вместо постоянного резистора {\displaystyle R_{3}} включают такой же тензорезистор, как и {\displaystyle R_{x}}, но при деформации детали этот резистор изменяет своё сопротивление с обратным знаком. Это достигается наклейкой тензорезисторов на поверхности по-разному деформируемых зон детали, например, с разных сторон изгибаемой балки или с одной стороны, но со взаимно перпендикулярной ориентацией. При изменении температуры, если температура обоих резисторов равна, знак и величина изменения сопротивления, вызванного изменением температуры, равны, и температурный уход при этом компенсируется.
Также промышленностью выпускаются специализированные микросхемы для работы совместно с тензорезисторами, в которых помимо усилителей сигнала часто предусмотрены источники питания моста, схемы термокомпенсации, АЦП, цифровые интерфейсы для связи с внешними цифровыми системами обработки сигналов и другие полезные сервисные функции.

## Конструкция

Плёночный тензорезистор. На подложку через фигурную маску в вакууме напылена или сформирована методами фотолитографии плёнка металла. Для подключения электродов выполнены контактные площадки (снизу). Метки облегчают ориентацию при монтаже.

Обычно современные тензорезисторы представляют собой чувствительный элемент в виде зигзагообразного проводника, нанесённого на гибкую подложку. Тензорезистор приклеивается подложкой на поверхность исследуемого на деформации объекта. Проводники тензорезисторов обычно изготавливаются из тонкой металлической проволоки, фольги, или напыляются в вакууме для получения плёнки полупроводника или металла. В качестве подложки обычно используют ткань, бумагу, полимерную плёнку, слюду и др. Для присоединения чувствительного элемента в электрическую цепь тензорезистор имеет выводные проволочные концы или контактные площадки.
Плёночные металлические тензорезисторы имеют площадь около 2‑10 мм2.

## Применение
Тензорезисторы используются в качестве первичных преобразователей в тензометрах и тензостанциях при измерениях механических величин (деформации, силы, крутящего момента, перемещения, также, для измерения давления в манометрах и пр.)